# Новый Испик
Новый Испик — село в Сулейман-Стальском районе Дагестана. Административный центр сельсовет Испикский.
С 2005 по 2024 годы являлось частью села Испик.

## География
Расположено на безымянном притоке реки Гюльгерычай, у дороги Касумкент — Шихикент, в 5 км к юго-востоку от райцентра села Касумкент.

## История
Образовано в 1969 году путем переселения 14 хозяйств колхоза «Новый путь» села Испик и 4 хозяйств села Сальян на участок «Дугун». Исключено из учётных данных в 2005 году.
В июле 2023 года глава Республики Дагестан предложил восстановить село и перенести в него административный центр сельсовета «Испикский». Распоряжение Правительства Российской Федерации от 11.07.2024 № 1827-р селу присвоено название Новый Испик.

## Население
| 1970 | 1989 | 2002 |
| ---- | ---- | ---- |
| 438  | ↗463 | ↗921 |

Национальный состав
Согласно результатам переписи 2002 года, в национальной структуре населения лезгины составляли 100 %.